# 昆西 (加利福尼亚州)
昆西（英語：Quincy，曾名Quinsy）是美国加利福尼亚州普卢默斯县的普查规定居民点兼县城。2010年美國人口普查时，昆西有人口1728人，比2000年美国人口普查时的1,879人有所减少。